# Bormujos
Bormujos là một đô thị ở tỉnh Sevilla, Tây Ban Nha. Theo điều tra dân số năm 2007 của (INE), đô thị này có dân số 15.741 người.